# 土井エジソン
土井 エジソン (どい えじそん) は、ブラジルサンパウロ州出身の通訳、経営者。
ブラジルへのサッカー留学をコーディネイトする企業「株式会社フッチボーラ」代表取締役。

## 経歴
- システム開発の技術研修生として初来日してから既に30数年
- 鹿島アントラーズ及び日本サッカー協会での通訳業務等
- 鹿島アントラーズで8年間、チーム統括部で通訳・チーム管理業務
- クラブ運営に携わる業務とジーコの通訳として兼任
- その後、約4年間に亘りフットサル日本代表 及びビーチサッカー日本代表 通訳兼スタッフ
- その後、JFA（日本サッカー協会）に籍を置きフットサル日本代表や ビーチサッカー日本代表をサポート
- 2009年に株式会社フッチボーラを設立、代表取締役に就任。

## 主な活動
- サッカー・フットサルのキャンプ、留学手配・コーディネート
- ブラジルでの撮影や取材等に於いて現地コーディネート業務
- 国内イベントの企画や制作協力
- スポーツ番組や情報番組・バラエティ番組等で必要となる情報提供
- 日本国内でもブラジルからの著名人を迎える際の通訳やアテンド業務
- テレビ番組・雑誌・その他広告媒体のリサーチ・コーディネート業務他・各種サービス
- ブラジルでの幅広いネットワークを活かしイベント出演・公演・クリニック他、幅広い内容をコーディネート
- ブラジルでのブラジル人とのコミュニケーションや交渉
- ポルトガル語の通訳・翻訳業務
- ブラジルの情報をリサーチ
- 展示会の視察を始め、各種施設・企業活動の実態や都市開発･商業施設の現場視察等、そこに行かなければ得られない情報を必要とする方々に現地案内
- トレーナー目的の留学サポート

## 過去の実績　ブラジルサッカー留学
- 貴島亮（18）CAグァスアーノ
- 大石寛（14）デスポルチヴォ・ブラジル、コリンチャンス
- 村田望夢（14）デスポルチヴォ・ブラジル、コリンチャンス
- 小山田原丈（14）デスポルチヴォ・ブラジル、コリンチャンス
- 大江勇詞（24）CAグァスアーノ、スマレAC
- 秋山竜太郎（18）CAグァスアーノ
- 玉城聡将（19）CAグァスアーノ
- 石田侑希（18）ゼ・セルジオSC、パウリーニアFC、プリマヴェーラ、サンパウロFC合同練習
- 船山涼太（16）ゼ・セルジオSC、パウリーニアFC、プリマヴェーラ、サンパウロFC合同練習
- 植木将矢（17）ゼ・セルジオSC、パウリーニアFC、プリマヴェーラ、サンパウロFC合同練習
- 磯島悠太（14）ゼ・セルジオSC、パウリーニアFC、プリマヴェーラ、サンパウロFC合同練習
- 塚田一史（14）ゼ・セルジオSC、パウリーニアFC、プリマヴェーラ、サンパウロFC合同練習
- 円乗聖裕（14）ビクトールSS、CAグァスアーノ
- 中村優太（15）ビクトールSS、CAグァスアーノ
- 池田圭太（19）イトゥアーノFC
- 西川勇人（16）イトゥアーノFC
- 椙浦日吉丸（18）イトゥアーノFC
- 井勢天智（18）イトゥアーノFC

## PARTNER TEAM　(留学先)
- Ituano FC – サンパウロ州イトゥー市 –
- AC Pirassununguense – サンパウロ州ピラスヌンガ市 –
- AA Ponte Preta – サンパウロ州カンピーナス市 –
- AC Jabaquara – サンパウロ州サントス市 –
- Jacutinga – ミナスジェライス州ジャクチンガ市 –
- Santarritense FC – ミナスジェライス州サンタヒッタ・ド・サプカイー市 –
- Novopera’rio FC – マットグロッソ・ド・スール州カンポ・グランデ市 –
- CA Guac,uano – サンパウロ州モジ・グアスー市 –
- Desportivo Brasil – サンパウロ州ポルト・フェリス市 –
- SC Corinthians Paulista – サンパウロ州サンパウロ市 –

## 国際大会の実績
- イトゥ市日伯国際サッカートーナメント2012 - 2016
- GO CUP Soccer Tounament 2013 - 2014
- ラランジャウ国際大会2014

## チーム遠征
- 帝京長岡高等学校関東第一高等学校FC
- トリプレッタFC
- トッカーノ
- 東京ヴェルディ SS 相模原・栃木県選抜
- ジェフユナイテッド市原
- 千葉 U-15東京ヴェルディSSレスチ
- 東京ヴェルディSS小山

## メディア出演
メディアへの取材協力・コーディネート
- 日テレ情報番組のW杯現地リポートのコーディネート
- 日テレ情報番組のサッカー留学生特集のコーディネート
- TBS情報バラエティ番組のW杯関連リサーチ及び商材提供
- TBSバラエティ番組のW杯現地リポートのコーディネート
- TBSドキュメンタリー特番のサッカー留学生取材撮影コーディネート
- テレ朝情報番組のW杯現地リポートのコーディネート
- テレ朝スポーツバラエティ特番のジーコ出演コーディネート
- テレ朝サッカー情報バラエティ番組のジーコ氏出演コーディネート
- テレビメーカーのブラジル撮影コーディネート
- NHKBS1ドキュメンタリー番組のブラジルでの撮影、リサーチ
- サッカー情報雑誌の日本人選手とペレの対談コーディネート
- 新聞社の現地でのW杯事前リサーチ協力
- スカパー!のサッカー情報番組のW杯特集のリサーチ及び翻訳
- Jリーグ20周年記念DVDの撮影協力及び翻訳
- JFMラジオのジーコ氏出演コーディネート
- 大手電機メーカーWEB宣伝用撮影協力

その他実績多数

## タイアップ
- サントスキャンプJAPAN2012の運営及びコーディネート（2012.8）
- サントスキャンプJAPAN2013の運営及びコーディネート（2013.7）
- サントスキャンプJAPAN2014の運営及びコーディネート（2014.8）

## 選手マネージメント
- 2014年7月　ハマゾッチ マネジメント契約
- 2014年8月　ハマゾッチ ガイナーレ鳥取に入団